# 洪万選
洪 万選（ホン・マンソン、朝鮮語: 홍만선/洪萬選、1643年 - 1715年）は、朝鮮の文臣。実学者。
本貫は豊山洪氏。号は流厳（ユアム、유암/流巖）。字は士中（サジュン、사중）。
1666年(顕宗7年)、進士に合格し、1682年(粛宗8年)に30歳で蔭補として官職に就いた。 
晩年に著した『山林経済』は朝鮮後期の代表的な農書であり、徐有榘、ユ・チュンニムなどの後輩実学者に多くの影響を与えた。